# Деркач каєнський
Дерка́ч каєнський (Rufirallus viridis) — вид журавлеподібних птахів родини пастушкових (Rallidae). Мешкає в Південній Америці.

## Опис
Довжина птаха становить 16-18 см. Верхня частина тіла рівномірно оливково-коричнева, нижня частина тіла рудувато-коричнева. Обличчя сіре, у представників підвиду R. v. brunnescens охристе, лоб і тім'я рудувато-коричневі. Надх очима світлі "брови". Хвіст відносно довгий, чорнуватий з коричневими або оливково-коричневими краями. Райдужки червоні, дзьоб темно-сірий, біля основи синюватий, лапи червонувато-рожеві. Виду не притаманний статевий диморфізм.

## Підвиди
Виділяють два підвиди:
- R. v. brunnescens (Todd, 1932) — північ центральної Колумбії (долина річки Магдалена в середній течії);
- R. v. viridis (Müller, PLS, 1776) — східна Колумбія, південна Венесуела, Гвіана, Бразильська Амазонія, схід Перу, північ Болівії, східне узбережжя Бразилії, локально на півдні Еквадору та на півночі Парагваю.

## Поширення і екологія
Каєнські деркачі мешкають в Колумбії, Венесуелі, Гаяні, Суринамі, Французькій Гвіані, Еквадорі, Перу, Болівії, Бразилії і Парагваї. Вони живуть на вологих луках, зокрема на заплавних і в саванах. Зустрічаються на висоті до 1300 м над рівнем моря.